# Pteropus rayneri
Pteropus rayneri — вид рукокрилих, родини Криланових.

## Поширення, поведінка
Країни поширення: Папуа Нова Гвінея, Соломонові острови. Висота проживання: від рівня моря до 700 м над рівнем моря. Лаштує сідала у великих колоніях, але також були зареєстровані, коли спочивали по одному на високих деревах у вторинному лісі і в печерах. Записаний у зрілих і вторинних тропічних лісах, мангрових заростях і кокосових плантаціях.